# Richard H. Thomas
Pour les articles homonymes, voir Richard Thomas et Thomas.
Richard H. Thomas (3 janvier 1915, Hackensack, New Jersey - 31 décembre 1996, Taos, Nouveau-Mexique) était un artiste d'animation américain ayant travaillé entre autres pour les studios Disney.

## Filmographie
- 1957 : The Truth About Mother Goose
- 1959 : La Belle au bois dormant
- 1959 : Donald au pays des mathémagiques
- 1960 : Goliath II